# مکس نیدرباکر
مکس نیدرباکر (انگلیسی: Max Niederbacher; ۲۲ ژوئن ۱۸۹۹ – ژوئن ۱۹۷۹) بازیکن فوتبال اهل آلمان بود.
از باشگاه‌هایی که در آن بازی کرده‌است می‌توان به اشاره کرد.
وی همچنین در تیم ملی فوتبال آلمان بازی کرده‌است.